# Лесная песня. Мавка
«Лесная песня. Мавка» — советский цветной художественный фильм 1981 года, третья экранизация драмы-феерии Леси Украинки «Лесная песня» после фильма 1961 года и мультфильма 1976 года. Снят режиссёром и оператором Юрием Ильенко в традициях украинского поэтического кино; в главной роли выступила Людмила Ефименко.

## Сюжет
Старик Лев и его сестра с молодым сыном Лукашом уходят из села и поселяются в лесу, где строят избушку рядом с огромным дубом. Весной, когда вся природа пробуждается, просыпается Мавка и слышит, как Лукаш играет на свирели. Она встречает Лукаша в лесу, не давая ему делать надрезы на берёзе. Несмотря на ухаживания Куца и Перелесника, Мавку тянет к Лукашу, которого она спасает, когда он начинает тонуть в лесном озере. Мавка и Лукаш влюбляются друг в друга, хотя их связь не одобряет ни Лесовик, ни мать Лукаша.
Проходит время. Мавка оказывается плохой помощницей по хозяйству, потому что жалеет и деревья, которые надо рубить, и колосья, которые надо жать. Тем временем мать Лукаша приглашает на помощь молодую вдову Килину, которой Лукаш увлекается. К осени Лукаш женится на Килине. Мавка страдает и со временем уходит к Тому, кто сидит в скале, впадая в вечный сон. Возле старого дуба умирает дядя Лев. Приходят мастера, чтобы спилить дуб, однако в итоге его срубает Килина, а мастера оказываются злыднями.
Зимой Лесовик, желая отомстить Лукашу за судьбу Мавки, превращает того в волка, и Лукаш бродит по лесу с воем. Услышав его вой, Мавка выходит из скалы и разыскивает возлюбленного. Мавка ждёт его возле избы, куда приходят злыдни. Увидев Мавку, Килина пугается и пытается срубить иву, в которую превратилась девушка. Появляется Перелесник и, прогоняя Килину, сжигает иву и также поджигает избу. К сгоревшей избе подходит Лукаш. Килина и мать Лукаша, посадив детей и злыдней на телегу, уходят через лес в село. Лукаш пытается играть на свирели и, разговаривая с обгоревшей ивой-Мавкой, замерзает. Лесовик забирает у него свирель и отдаёт её одному из детей Килины. Ребёнок пытается играть, в лесу снова звучит мелодия.

## В ролях
- Людмила Ефименко — Мавка, лесная русалка
- Виктор Кремлёв — Лукаш
- Майя Булгакова — мать Лукаша
- Иван Миколайчук — дядя Лев / Лесовик (роль озвучил актёр Павел Морозенко)
- Людмила Лобза — Килина
- Борис Хмельницкий — Перелесник
- Виктор Демерташ — Куц, чёртик-барчук
- Нина Шацкая — водяная русалка
- Светлана Сергеева — полевая русалка
- Филипп Ильенко — сын Килины
- Валентин Ходулин — сын Килины
- Владимир Фёдоров — злыдень

## Награды
- Всесоюзный кинофестиваль 1981 года в Вильнюсе[2]:
  - Приз за лучшую режиссуру (Юрий Ильенко)
  - Приз за лучшую операторскую работу (Юрий Ильенко)
  - Приз за лучшую работу художника-постановщика (Анатолий Мамонтов)

## Критика
Сравнивая фильм с более ранними работами режиссёра, А. В. Фёдоров заключает, что если «десять лет назад» Ильенко «сумел добиться гармонии, единства формы и содержания», то в «Лесной песне», «похоже, и не стремился к этому». По мнению критика, «с каждым кадром красота в картине всё больше и глубже „засасывается“ красивостью» и «возникает картина, где каждый кадр буквально кричит о талантливости автора, но в целом фильм оказывается огорчительной неудачей»: это «Фильм — узор. Фильм — вышивка, где теряется чувство меры и вкуса, где эмоции словно застыли в ледяном зеркале экрана».
Л. Г. Лемешева называет картину Ильенко «непростой», а также «или категорически не принятой критикой, или — в лучшем случае обойденной молчанием». По мнению критика, «ключ к фильму, его нерв» заключён в сцене, когда Мавка спасает тонущего Лукаша, поскольку здесь режиссёр «чисто пластически выразил волнующую его мысль, ради которой фильм (…) и снимался», а именно понимание любви как долга, ответственности, как трудной работы жизни — «жизни со всей её неизбежной грязью, илом, с топкостью и косностью её обыденного течения». Лемешева говорит и о том, что к режиссёру возникает ряд вопросов, поскольку у него «не хватило последовательности мысли? художественных средств? актерских индивидуальностей? — чтобы воплотить собственный, небанальный, остросовременный замысел». Так, в фильме никак не отражена тема «взаимного договора дядьки Льва с лесными духами», а кроме того остаётся непонятным, почему в начале фильма его изгоняют из деревни (в пьесе этого сюжетного хода нет). В результате в фильме «стройная, законченная концепция драмы распалась на отдельные тщательно зашифрованные метафоры, смысл которых доходит только при превосходном знании текста и неоднократном просмотре фильма».

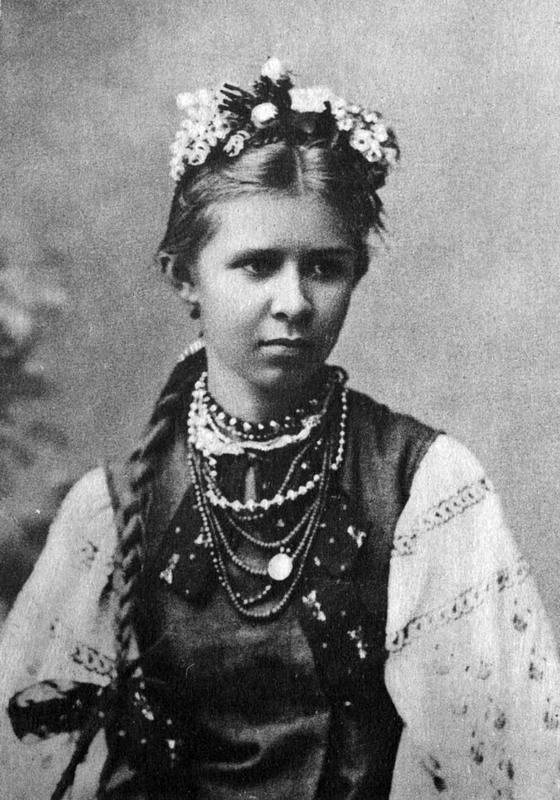
Леся Украинка около 1888 года

Многие критики особо останавливались на выборе актрисы на заглавную роль. Так, О. А. Ковалов пишет в заметке для «Советского экрана», что Людмила Ефименко «выбрана на роль Мавки неожиданно и интересно», а «её низкий голос с беглыми, запинающимися интонациями кажется неартикулированным лепетом самой природы». По мнению критика, типажность актрисы в этом фильме сдвигается «куда-то к стилю „модерн“ начала века». Л. Г. Лемешева отмечает, что в фильме «мы увидели новую Мавку, далёкую от канонического образа нежной, одухотворенной и трогательно беззащитной девочки» — Людмила Ефименко в это роли «вызывает невольные ассоциации со скульптурным образом древнегреческого юноши, с амазонкой, а то совсем наоборот — с существом из будущего, в чьей жесткой, холодноватой природе мы не находим родного нам тепла». Вместе с тем, критик говорит и о том, что внешность актрисы, «которую многие рецензенты сочли неподходящей для роли Мавки, заставляет вспомнить о серьёзном, смелом лице Леси Украинки, о всём её мужественном и печальном облике». А. В. Фёдоров высказался о выборе актрисы более скептично, отметив, что «вместо воздушно-переменчивой Мавки на экране — тяжеловаторельефная, подчеркнуто материальная героиня», а «чарующие переливы её бездонных глаз уступили место навязчивой демонстрации смелых вязаных одежд, выдержанных в стиле „ретро“-моды».
Л. Г. Лемешева указывает и на то, что «заставляет призадуматься» сам «новый женский характер», предложенный в картине, — «необычный для украинского кино и несущий на себе несомненный отпечаток нашего времени»: эта героиня «несомненно, уже крепко стоит на ногах, но жизнь не даётся до конца и ей, упрямо ускользает из её смелых, властных рук». В свою очередь, Е. Н. Москаленко-Высоцкая отмечает, что Мавка в фильме предстаёт страстной, деятельной натурой, которая знает жизнь и может отстаивать свои интересы вопреки обстоятельствам.
Е. Н. Москаленко-Высоцкая, выделяя три типа экранизаций классических произведений (прямая, авторская и фильм «по мотивам»), относит картину Ильенко к типу авторской экранизации, в которой ярко представлено оригинальное режиссёрское видение. Некоторые сцены фильма отсутствовали в литературном первоисточнике, в том числе сцена смерти дяди Льва возле дуба, однако в фильме она позволяет раскрыть образ героя в соответствии с его трактовкой в пьесе.